# Ben Okri
Ben Okri (Minna, 15 de marzo de 1959) es un poeta y novelista nigeriano en lengua inglesa. 

## Biografía
De padre abogado urhobo y madre igbo, emigró con su familia a Inglaterra, donde pasó su infancia. En 1965 su familia regresó a Nigeria y se instaló en Lagos. Poco después tendría lugar la guerra civil de Nigeria (1967-1970)
Comenzó a escribir en 1976. Poco después, se trasladó, de nuevo, a Inglaterra y estudió Literatura Comparada en la Universidad de Essex. En 1980 publicó en Inglaterra su primera novela, Flowers and Shadows, que narra la decepción que un joven siente ante la corrupción imperante en Nigeria, en la que su propio padre está implicado. 
Desde la publicación de su primera novela,  Okri se ha convertido en uno de los escritores más respetados de África. Su obra más conocida, El camino hambriento, recibió en 1991 el Premio Booker. Otros premios conseguidos por Okri son el Commonwealth Writers Prize para África, el Aga Khan Prize de ficción, y el Crystal Award del Foro Económico Mundial. Es miembro de la Real Sociedad de Literatura.
Ha recibido doctorados honorarios de las universidades de Westminster (1997) y Essex (2002). En 2001 fue galardonado con la Orden del Imperio Británico.  
Aunque se ha relacionado su obra con el realismo mágico, Okri rechaza esta etiqueta. Muchas de sus obras han sido inspiradas por su directa experiencia de la guerra civil en Nigeria.

## Premios
- 1987: Commonwealth Writers Prize (Africa Region, Best Book) – Incidents at the Shrine[1]
- 1987: Aga Khan Prize for Fiction – The Dream Vendor's August[2]
- 1988: Guardian Fiction Prize – Stars of the New Curfew (shortlisted)[3]
- 1991 to 1993: Fellow Commoner in Creative Arts, Trinity College, Cambridge[4]
- 1991: Booker Prize – The Famished Road[5]
- 1993: Chianti Ruffino-Antico Fattore International Literary Prize – The Famished Road[6]
- 1994: Premio Grinzane Cavour (Italy) -The Famished Road[1]
- 1995: Crystal Award (World Economic Forum)[7]
- 1997: Honorary Doctorate of Literature, awarded by University of Westminster[8]
- 1999: Dangerous Love[9]
- 2001: Order of the British Empire (OBE)[10]
- 2002: Honorary Doctorate of Literature, awarded by University of Essex[11]
- 2004: Honorary Doctor of Literature, awarded by University of Exeter[12]
- 2008: International Literary Award Novi Sad (International Novi Sad Literature Festival, Serbia)[13]
- 2009: Honorary Doctorate of Utopia, awarded by Universiteit voor het Algemeen Belang, Belgium[14]
- 2010: Honorary Doctorate, awarded by School of Oriental and African Studies[15]
- 2010: Honorary Doctorate of Arts, awarded by the University of Bedfordshire[cita requerida]
- 2014: Honorary Fellow, Mansfield College, Oxford[16]
- 2014: Bad Sex in Fiction Award, Literary Review[17][18]

## Obras

### Novelas
- Flowers and Shadows (1980).
- The Landscapes Within (1981).
- Incidents at the Shrine (1986).
- El camino hambriento (The Famished Road, 1991). Traducción de Ana Gómez de Cárdenas. Barcelona: La otra orilla, 2008. ISBN 978-84-96694-83-5. [Anteriormente traducido como: La carretera hambrienta. Traducción de José Luis López Muñoz. Madrid: Espasa Calpe, 1994. ISBN 978-84-239-7913-4)].
- Canciones del encantamiento (Songs of Enchantment, 1993). Traducción de Hernán D. Caro A. Barcelona: La otra orilla, 2008. ISBN 978-84-96694-84-2.
- Astonishing the Gods (1995).
- Birds of Heaven (1995).
- Amor peligroso (Dangerous Love, 1996). Traducción de Nuria Lago Jaraiz. Barcelona: Ediciones del Bronce, 1998. ISBN 978-84-89854-33-8.
- Riquezas infinitas (Infinite Riches, 1998). Traducción de Juanjo Estrella. Barcelona: El Cobre, 2005. ISBN 978-84-96501-00-3.
- In Arcadia (2002).
- El mago de las estrellas (Starbook, 2007). Traducción de Ramon González Férriz. Barcelona: La otra orilla, 2007. ISBN 978-84-96694-65-1.
- ‘’The freedom artist’’ (2019)

### Relato breve
- Stars of the New Curfew (1988).

### Poesía
- An African Elegy (1992).
- Mental Fight (1999).

### Ensayo
- A Way of Being Free (1997).